# Héctor Bracamonte
Héctor Andrés Bracamonte (n. 16 februarie 1978, Río Cuarto, Córdoba, Argentina), este un fotbalist argentinian care în prezent evoluează ca atacant la Club Atlético Sarmiento.